# Musée de la barque solaire
Le musée de la barque solaire a été construit à partir de mai 1954. Il est consacré à la barque solaire de Khéops, découverte en 1950 par l'égyptologue égyptien Kamal el-Mallakh qui en a entrepris la conception. Le musée a été fermé et démantelé en août 2021. La barque solaire a été transportée dans le Grand Musée égyptien.
Le musée se trouvait à quelques mètres de l'emplacement de la barque, au sud de la pyramide de Khéops.
Dans le musée était présenté la barque remontée, une maquette de celle-ci et des photos de la découverte et de l'assemblage de la barque.
La barque solaire mesure 43,3 m de longueur, 5,9 m de largeur, est d'une hauteur de 1,48 m, son poids est estimé à 20 tonnes et son déplacement est de 45 tonnes.

## Photos

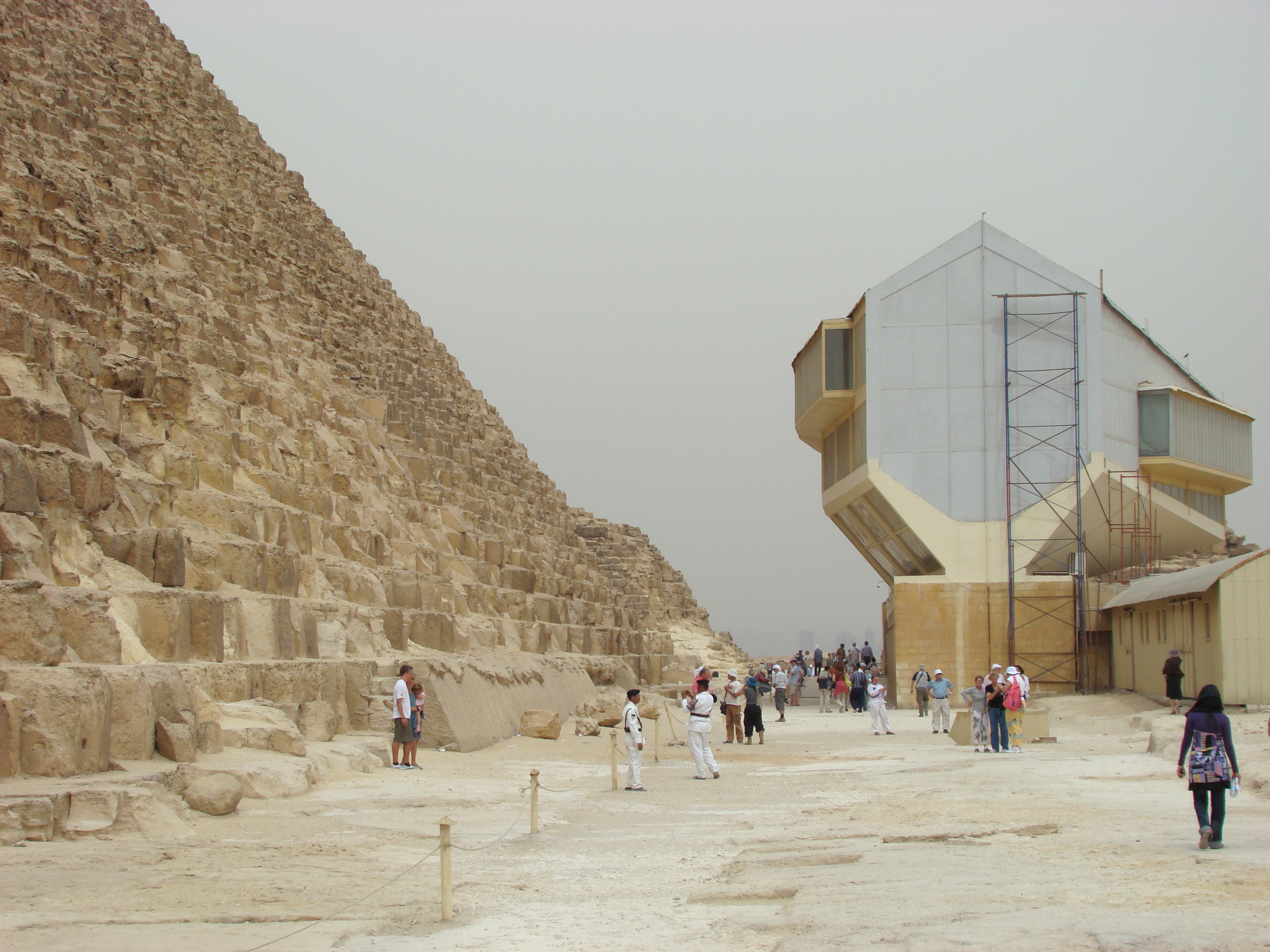
Le musée à côté de la pyramide de Khéops
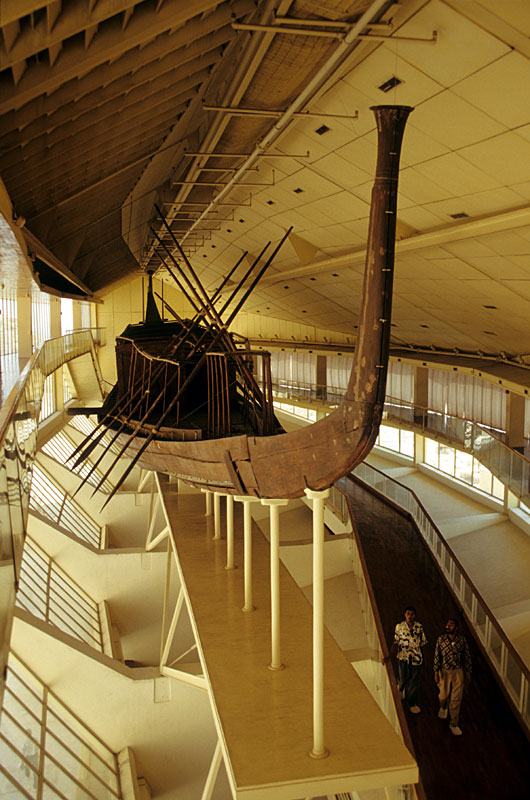
Vue de la barque solaire
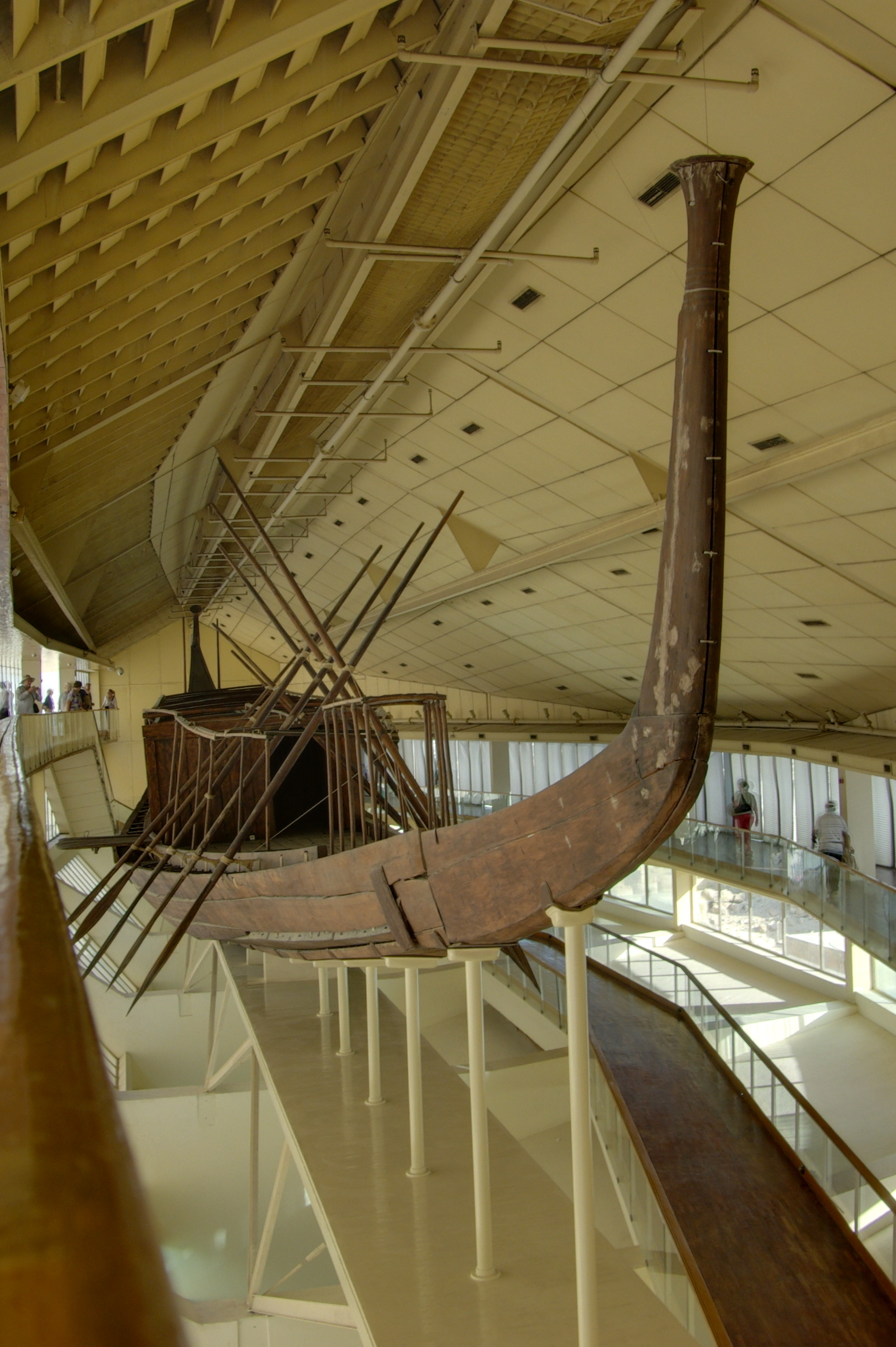
Vue de la barque solaire
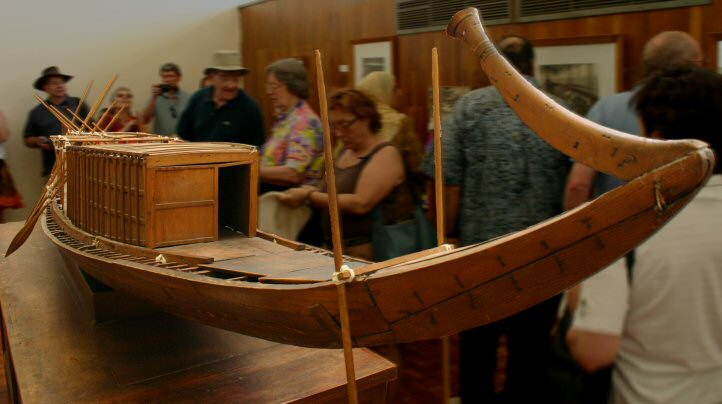
Maquette de la barque solaire
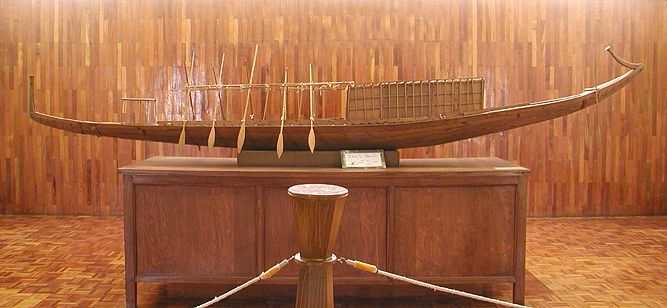
Maquette de la barque solaire